# Lau teilatu
«Lau teilatu» —en català: ‘Quatre teulades'— és un senzill de la banda de pop rock basca Itoiz, enregistrat el 1976 i inclòs per primera vegada en l'àlbum homònim de la banda.
«Lau teilatu» és, probablement, una de les cançons més populars en llengua basca de la primera meitat de la dècada de 1980.

## Versions
Artistes dels més diversos gèneres musicals han realitzat les seves pròpies versions de la cançó, entre els quals cal destacar:
- Mikel Erentxun —exvocalista de Duncan Dhu— a duo amb Amaia Montero —ex La Oreja de Van Gogh—, que la van interpretar el 2006 per a l'àlbum recopilatori Gaztea: The Singles.[2]
- La Orquesta Sinfónica de Bilbao (BOS) feu un concert simfònic amb diversos èxits d'Itoiz.[1]